# Володарский (пароход)
«Волода́рский» (в 1914—1917 гг — «Великая княжна Ольга Николаевна», 1917—1918 гг — «Алёша Попович») — российский речной колёсный грузопассажирский пароход, проработавший на Волге более семидесяти лет, что делает его одним из самых долгоживущих российских речных судов. В начале XXI века пароход был разобран на металл, несмотря на то, что ещё в конце восьмидесятых годов было принято принципиальное решение о сохранении этого судна в качестве плавучего музея.

## История

### До революции

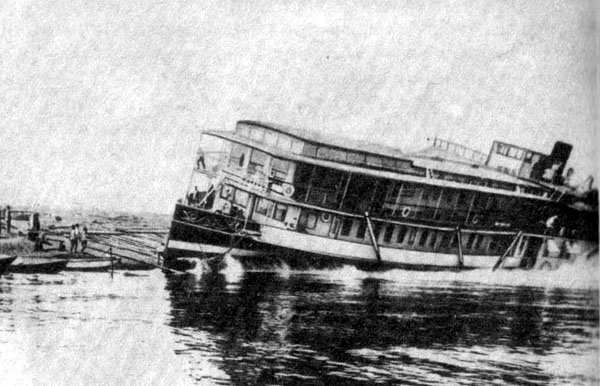
Спуск «Великой княжны Ольги Николаевны» на воду

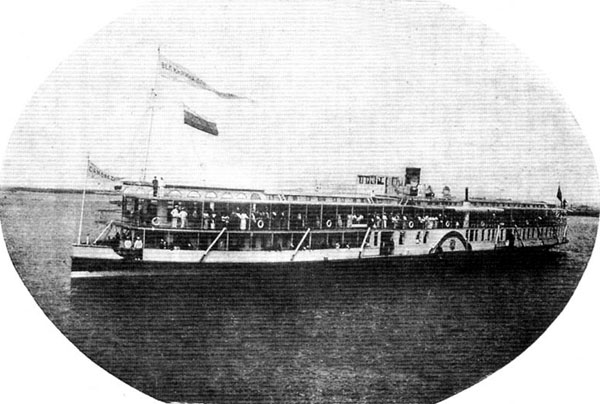
«Великая княжна Ольга Николаевна» до революции

В 1912 году волжская судоходная компания «Самолёт» решила заказать новые суда на Сормовском заводе в Нижнем Новгороде (до этого пароходы строились за границей и доставлялись в Россию в разобранном виде).
Был размещён заказ на два однотипных парохода с боковыми гребными колёсами. Предназначались они для работы на линии Нижний Новгород — Астрахань и отличались большими размерами (91,4 м в длину), комфортными условиями для пассажиров и роскошным убранством внутренних помещений. Пароходы получили названия «Великая княжна Ольга Николаевна» и «Великая княжна Татьяна Николаевна». Оба судна собирательно называли «речными княжнами».
Строительство «речных княжон» сопровождалось рекламной кампанией. В апреле 1914 года в Москве проводилась выставка, на которой демонстрировались привезённые из Нижнего Новгорода в разобранном виде части надстройки с помещениями первого и второго классов вместе со всем богатым убранством. За окнами надстройки, вдоль стен выставочного зала, были установлены щиты с рисунком волжского пейзажа.
Первые испытания «Ольги Николаевны» состоялись 18 июня 1914 года. В ходе этих испытаний пароход показал себя хорошо, и через два дня, 20 июня, судно было передано заводом заказчику. В следующее воскресенье, 22 июня, судно было освящено. О важности этого мероприятия для Нижнего Новгорода говорит хотя бы тот факт, что на освящении присутствовали губернатор и вице-губернатор, предводитель дворянства, директор правления общества «Самолёт» И. Д. Поцелуев и управляющий пароходством С. А. Пестриков, представители путейского ведомства, директор Сормовских заводов С. А. Хренников, сормовские и самолетские специалисты. Более подробно о том, как проходили торжества, можно узнать из статьи «Нижегородского листка», опубликованной на следующий день (см текст в Викитеке).
В первый свой рейс «Ольга Николаевна» отправилась 25 июня в 12 часов дня. В Астрахань пароход прибыл 30 июня в семь часов утра. 1 июля в Астрахани были проведены ходовые испытания парохода на мерной миле, в ходе которых он развил скорость в 23,25 версты в час (24,8 км/ч).
Вскоре началась Первая мировая война. Стало меньше грузов. Пассажирами «Ольги Николаевны» теперь всё чаще становились раненые и увечные солдаты, возвращавшиеся с фронта. Так как оплатить дорогой билет большинство таких пассажиров не могли, по требованию Всероссийского союза помощи больным и раненым воинам с сентября 1914 года «Самолёт» был обязан перевозить их по льготному тарифу.
Несмотря на тяжелую обстановку, в навигацию 1914 и 1915 года «Ольга Николаевна» принесла «Самолёту» значительную прибыль.

### Революция и Гражданская война
Вскоре после февральской революции 1917 года пароходы с «царскими» названиями были переименованы. В марте «Великая княжна Ольга Николаевна» была переименована в «Алёшу Поповича».
В ночь с 10 на 11 мая «Алёша Попович» сел на мель. Сел «хорошо»: сняться с мели своими силами не удалось, и буксиры освободить пароход тоже не смогли. Посадка на мель во время весеннего половодья представляла большую опасность для судов: после отступления воды судно оказывалось на берегу, и если оно оказывалось над оврагом или на возвышенности, то под действием собственного веса корпус мог прогнуться и разрушиться. Однако «Алёше Поповичу» повезло: он оказался на ровном лугу. Тем не менее проблема снятия судна с мели осталась.
Иностранные инженеры, которых обычно привлекали для снятия судов с мели, запросили слишком большие деньги за свои услуги. Более дешёвыми оказались услуги жившего в Верхнем Услоне плотника и такелажника Трифона Кленкова.
Трифон нанял на работу по съёму судна с мели жителей окрестных деревень. Среди работников было много женщин, так как мужчины были на фронте. Работы велись по двенадцать часов в сутки.
На протяжении трёхсот метров берег был выровнен, а местами и срыт. Далее прямо к обрыву были уложены брёвна-склизы, под значительно большим уклоном. Под корпус судна подводились десять салазок, которые опирались на катки из брёвен.
Но сначала надо было приподнять судно. Дело это было непростое, ведь вес парохода достигал девятисот тонн, а подъёмных кранов и другой современной техники на работах не применялось. Обошлись простыми рычагами. Опоры для рычагов устроили в двух-трёх метрах от корпуса судна. Для того, чтобы не повредить корпус судна, Кленков применил бортовые «подушки», связав их подкильными концами и подвесив вплотную к обносным кронштейнам. Под эти «подушки» завели концы рычагов. На противоположных концах каждого из двух соседних рычагов были пришиты доски, которые образовывали таким образом площадку для балласта.
Когда 18 июня началась операция по подъёму судна с грунта, рабочие синхронно начали загружать площадки для балласта песком и камнями. Вскоре балласт перевесил, и пароход оторвался от грунта. Тогда на грунт под дном парохода быстро положили брусья-лежни, на них укладывались катки, а на катки положили десять салазок, на которые должен был опираться корпус судна. Когда операция завершилась, рабочие быстро освободили площадки рычагов от балласта, и судно опустилось на салазки. С речной стороны салазки были закреплены за обносные кронштейны корпуса. После этого десятью воротами и гинями пароход сдвинули с места и потянули к склону. В начале склона его пришлось толкать бревнами, упертыми в правый борт, так как судно стояло по течению реки — вниз носом. Ближе к реке уклон стал круче, и судно быстро сошло на воду.
Через три часа после возвращения в водную стихию, после того как был поднят пар, «Алёша Попович» отправился в Нижний Новгород.
8 февраля (26 января) 1918 года Совнарком принял декрет о национализации флота. После зимнего отстоя, в конце апреля 1918 года «Алёша Попович» вернулся на скорую линию Нижний Новгород — Астрахань. Однако вскоре Волга стала ареной гражданской войны. В начале августа «Алёша Попович» перевёз части Красной армии из Нижнего Новгорода в Казань, а обратным рейсом привёз в Казань раненых солдат. По возвращении в Казань пароход был переименован в честь революционера В. Володарского.
Осенью 1918 года «Володарский» на несколько месяцев стал агитпароходом.

### Межвоенный период
В 1920 году «Володарский» вернулся к нормальной работе, снова на линии Нижний Новгород — Астрахань. Во время голода в Поволжье «Володарский» по заданию пароходства и центральной комиссии помощи голодающим подвозил продовольствие в голодающие районы. В двадцатых годах в ходе ремонта на пароходе были установлены новые механизмы, в том числе в носовом и кормовом трюмах судна были установлены электромеханические подъёмники-выгружатели, которые значительно облегчили условия труда экипажа и повысили производительность труда. В 1927 году за выполнение плана и безаварийную работу команде «Володарского» было присуждено второе место и премия пароходства. А осенью этого же года команда парохода отличилась, потушив пожар в деревне. Произошло это так: в тёмное время суток с парохода заметили пожар на берегу. Капитан объявил пожарную тревогу, пароход подошёл к берегу. Пожар происходил метрах в ста от берега. Матросы быстро достали шланги и потушили огонь. За это команда получила благодарность от пароходства.
В 1934 году команда «Володарского» была переведена на полувоенный способ работы (хотя в данном контексте уже подходит термин «несения службы»). На командирские должности были назначены командиры запаса Военно-морского флота. Члены экипажа стали носить военную флотскую форму. На судне была введена военная дисциплина. Всех членов команды обязали заниматься воинской подготовкой, для чего в частности было приобретено три малокалиберные винтовки.
«Володарский» стал образцово-показательным судном волжского флота. В июне 1934 года от лица членов команды «Володарского» в газете «Водный транспорт» была опубликована статья с призывом к перевыполнению планов и соблюдению трудовой дисциплины. Вскоре в той же газете были опубликованы статьи от лица команд других речных и даже морских судов, которые брали на себя обязательство равняться на команду «Володарского», перевыполнять планы и блюсти дисциплину.
Осенью 1934 — весной 1935 года «Володарский» прошёл капитальный ремонт на Собчинском судоремонтном заводе. В ходе этого ремонта были отремонтированы надстройка, палуба, корпус (заменено до двух десятков листов корпуса). Были переоборудованы каюты, при этом повышался их уровень комфорта.

### В годы Великой Отечественной войны
Уже летом 1941 года «Володарский» стал перевозить эвакуированных беженцев. В обратном направлении везли отправляющиеся на фронт воинские части и воинское имущество, в том числе полевые кухни и автомобили. Условия работы были сложными: из-за светомаскировки не работали фонари на бакенах и береговые огни, ходовые огни на судах также не зажигались. Значительную опасность представляли водные мины, которые немцы скидывали в Волгу с самолётов.
Летом 1942 года «Володарский» совершал опасные рейсы в Сталинград, привозя туда подкрепления и увозя из зоны боевых действий беженцев. Многие из ходивших в Сталинград судов погибли, столкнувшись с минами или будучи разбомблены вражескими самолётами или расстреляны вражеской артиллерией. Однако «Володарскому» повезло, и он избежал гибели.

### После войны
Прошла война, и пароход опять вернулся к мирной работе. В 1954 году на Собчинском судоремонтном заводе был проведён капитальный ремонт судна. Было заменено большое количество листов обшивки днища и бортов, был заменен набор судна. После этого ремонта прошла пере классификация судна, и оно получило более высокий класс О (озёрный) речного регистра.
В 1962 году снова был проведён крупный ремонт судна. Теперь переоборудованию подверглись в основном помещения судна. Более комфортабельными стали каюты пассажиров и помещения для экипажа. Надстройка была полностью разобрана и построена заново, но в общем пароход сохранил свой первоначальный вид. Отремонтирована была и паровая машина судна.
В начале семидесятых годов «Володарский» стал жертвой целой серии аварий. 30 июня 1972 года при выходе из проходного шлюза Горьковского гидроузла «Володарский» столкнулся с грузовым теплоходом «Волго-Дон». Обносная палуба, фальшборт, стенки надстройки были помяты. Ремонт судна занял месяц.
12 сентября 1974 года, около 22 часов, при входе в аванпорт Балаковского гидроузла по вине неопытного рулевого «Володарский» врезался в защитную дамбу. Носовая часть судна была смята, обшивка дала течь, но благодаря водонепроницаемой «таранной» переборке судно осталось на плаву и своим ходом завершило рейс, дойдя до Астрахани. Для ремонта пароход направили в Волжский.
В мае 1975 года по вине кочегара, упустившего воду из левого котла, произошла авария топки.
В 1978 году на заводе «Память Парижской коммуны» был проведён выборочный ремонт обшивки и набора корпуса судна.
Несмотря на эти аварии и солидный возраст судна, оно всё ещё пребывало в довольно хорошем техническом состоянии, что подтверждали специальные освидетельствования парохода в 1980, 1982 и 1983 годах.

### Конец
Уже в конце 1980-х годов была признана важность «Володарского» как памятника истории и техники. Считалось, что ещё года до 2000 ветеран будет работать на линии Нижний Новгород — Астрахань, после чего его собирались переоборудовать в плавучий музей, который можно будет буксировать в любой пункт Поволжья. Портом приписки этого необычного музея должен был стать Нижний Новгород. К сожалению, этим планам не суждено было сбыться. В 1989 году «Володарский» был выведен из эксплуатации из-за аварии машины, а в 1991 году окончательно списан. Вскоре судно продали частной фирме под обязательство восстановления судна и дальнейшего его использования для пассажирских перевозок. Однако никаких ремонтных работ на судне не производилось. В 2000 году судно, стоявшее в затоне завода «Мидель» под Аксаем (Ростовская область), сгорело. Остатки парохода были разобраны на металл.

## Устройство и конструкция
Данные из спецификации 1914 года:

- длина корпуса между штевнями — 91,4 м,
- длина корпуса по палубе — 93,6 м,
- ширина корпуса без обносов — 9,3 м,
- ширина корпуса с обносами — 18,3 м,
- высота борта — 3,2 м,
- осадка парохода порожнем — 1,1 м,
- осадка парохода с грузом — 1,85 м.

Тип судна: однопалубное (учитывается только главная — прочная палуба), речное, класса «Р» Русского Регистра. Корпус судна разделен водонепроницаемыми переборками на 10 отсеков. Первый отсек—форпик, в нём расположены ящики для цепей двух становых якорей. Далее матросский кубрик, за ним носовой грузовой трюм, топливная яма, машинное и котельное отделения, багажный и кормовой грузовой трюмы, кубрик кочегаров и кормовой трюм — ахтерпик. Трюмы вмещали до 25 000 пудов грузов. Ещё 5000 пудов и более принималось на палубу.
На главной палубе в носовой части расположено пассажирское помещение III класса с удобными двухместными каютами, между которыми такие же двухместные кабины. В средней части палубы установлено 27 двухъярусных коек. Всего в III классе 90 мест, в том числе в каютах 18, кабинах — 26 и на палубе — 54. Здесь же размещались служебные каюты, а за ними средний (носовой) пролёт. Как сообщали газеты, в каждой каюте парохода был умывальник.
Между носовым и кормовым пролетами расположены кожуховые каюты комсостава, гребные колеса, за которыми по левому борту кухня, ледник, провизионная, а по правому — жилые каюты и туалеты. В середине надстройки — машинный иллюминатор.
Между кормовым пролётом и открытой кормовой палубой размещаются помещения IV класса с грузовым лабазом. По бортам — буфет, служебные помещения и 32 двухъярусные койки для пассажиров IV класса. Средняя часть свободной от коек палубы (лабаз), около 300 м², отведена для груза, а если его нет — для так называемых палубных пассажиров. В кормовой части этого помещения санитарная каюта и изолятор на две койки.
На второй (легкой) палубе — помещения I и II классов. В I классе — столовая с салоном в её передней части, 11 одноместных и 11 двухместных кают, каюта для молодоженов. Во II классе—столовая, 15 одноместных и 19 двухместных кают. В средней части — каюта капитана, туалеты и ванные I и II классов, машинная шахта и дымовая труба.
Форма корпуса судна клинообразная в носовой и кормовой частях. Борта вертикальные, днище плоское.
Для сооружения корпуса завод использовал прокатываемое им же листовое и профильное железо. Палуба над машинным и котельным помещениями и нефтяной ямой из рифленого железа, на остальном протяжении деревянная.
Машина тройного расширения, наклонная, клапанная мощностью 1250 и. л. с. Два паровых трехтопочных котла пролётной системы, с поверхностью нагрева по 188 м², с системой перегрева площадью 54 м². Давление пара в котлах — 14 атм. Колеса Моргана — с поворачивающимися плицами: диаметр в центрах валиков 4,5 м, плиц — 9, размер их 3,7×0,81 м. Палубные механизмы: носовой брашпиль и рулевая машина — паровые.

## «Володарский» в кинематографе
«Володарский» неоднократно снимался в кино. 
- В фильме «Хождение по мукам» (1971 год, режиссёр Василий Ордынский) «Володарский» назывался «Фёдор Достоевский». Съёмки этого фильма проходили в пути от Ярославля до Казани и на Каме.

- В фильме «Васса» по мотивам пьесы М. Горького «Васса Железнова» «Володарский» носил два имени — «Николай Железнов» (до революции) и «Красный богатырь» (после революции).

- Снимался «Володарский» и в фильме «Жестокий романс».